# Claudia Galli
Claudia Josefina Galli (født 3. august 1978 i Stockholm) er en svensk skuespillerinde. Hun er blandt andet kendt for rollen som Lina i tv-serien Svensson, Svensson og som Erica Falck i filmene om Fjällbacka-mordene.

## Privatliv
Galli har været gift med instruktør Manuel Concha siden 2012, og de har to døtre. Hun er tante til skuespillerinden Josephine Bornebusch.

## Udvalgt filmografi
- Den sidste kontrakt (1998)
- Festival (2001)
- Playa del Sol (tv-serie, 2007)
- Labyrint (tv-serie, 2007)
- Svensson, Svensson (tv-serie, 2007-2008)
- Uskyldigt dømt (tv-serie, 2008)
- Emmas film (kortfilm, 2009)
- Fjällbacka-mordene - Beskuerens øje (2012)
- Fjällbacka-mordene - Venner for livet (2013)
- Fjällbacka-mordene - Tyskerungen (2013)
- Fjällbacka-mordene - Havet giver, havet tager (2013)
- Fjällbacka-mordene - Strandridderen (2013)
- Fjällbacka-mordene - Lysets dronning (2013)
- Sune på bilferie (2013)
- '"Welcome to Sweden (tv-serie, 2014)
- Suedi (2021, også producer)